# Bola de Drac Z: L'explosió del puny del drac! Si en Son Goku no ho fa, qui ho farà?
Bola de Drac Z: L'explosió del puny del drac! Si en Son Goku no ho fa, qui ho farà? (ドラゴンボールZ 龍拳爆発!!悟空がやらねば誰がやる？, Dragon Ball Z Ryū-Ken Bakuhatsu!! Gokū ga Yaraneba Dare ga Yaru?) és una pel·lícula japonesa d'arts marcials de fantasia de ciència d'animació de 1995 i el tretzè llargmetratge de Bola de Drac Z. Es va estrenar al Japó el 15 de juliol de 1995 a la Toei Anime Fair. Ha estat doblada i subtitulada al català.
Ambientada després dels esdeveniments de la batalla final amb el monstre Buu, la pel·lícula se centra en els esforços d'un mag malvat, Hoi, per alliberar el monstre mortal Hirudegarn a la Terra, obligant en Goku i els seus amics a demanar l'ajuda d'un guerrer anomenat Tapion, que pot ser l'únic capaç de vèncer el monstre. El creador de la sèrie Akira Toriyama va dissenyar els personatges d'en Tapion i en Minotia.

## Sinopsi
Els guerrers de la Terra fan servir les boles de drac per obrir una vella caixa de la qual surt un jove anomenat Tapion, que reclama que el tornin a la caixa o si no la Terra serà destruïda.

## Recaptació
A la taquilla japonesa, la pel·lícula va vendre 2,4 milions d'entrades i va obtenir uns ingressos nets de lloguer de distribució de 1.000 milions de iens.
Als Estats Units, la venda del DVD va recaptar 4.770.466 dòlars, a partir del 2014.

## Llançaments
Al Japó, es van publicar diverses edicions de la pel·lícula tant en Blu-ray com en DVD. El primer DVD va ser fabricat per Toei Video i va sortir a la venda el 14 d'abril de 2006, sota el títol DRAGON BOX THE MOVIES, una edició limitada que conté les 17 pel·lícules de Bola de Drac Z, també conté una caixa de luxe, un fulletó especial, una postal, un adhesiu del pòster de pel·lícula de mida i dos transceptors personals. El 13 de febrer de 2009, Toei Video va treure a la venda el DVD individual de la pel·lícula amb algunes característiques especials i bonus tracks. El Blu-ray Dragon Ball The Movies #07 es va estrenar el 9 de gener de 2019 i inclou 2 capítols, aquesta pel·lícula i Bola de drac: El camí per ser el més fort, ve amb un fullet de 8 pàgines i escanejat en HD remasteritzat de negatiu. El 29 de setembre de 2023 una edició per primer cop en català va sortir a la venda per part de Selecta Visión.